# Märchenwald (Gemeinde Anger)
Märchenwald ist ein Ortsteil der Gemeinde Anger im Bezirk Weiz in der Steiermark.
Das Dorf befindet sich östlich von Anger und unmittelbar nördlich von Fresen am Rand des Märchenwaldes, in dem sich auch eine Mühle befindet, die in Anlehnung an den Namen Märchenwald touristisch vermarktet wird. Der Ort Märchenwald ist in der Vorrangzonenkarte des Landes Steiermark als Vorrangzone für Wohnzwecke ausgewiesen.